# Cadència de Landini

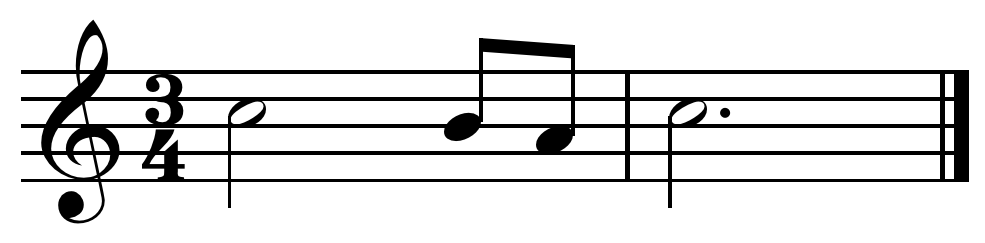
En una cadència de Landini, el moviment de la sensible a la tònica és interromput per la submediant.

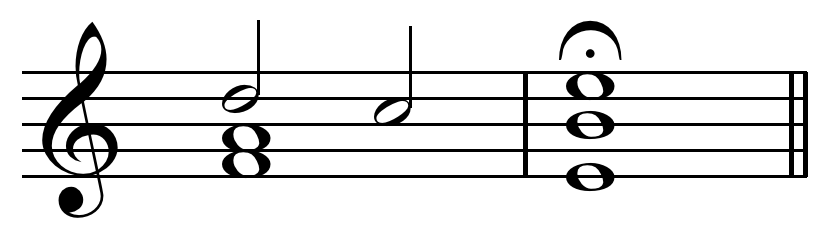
Cadència de Landini a tres veus en Mi)

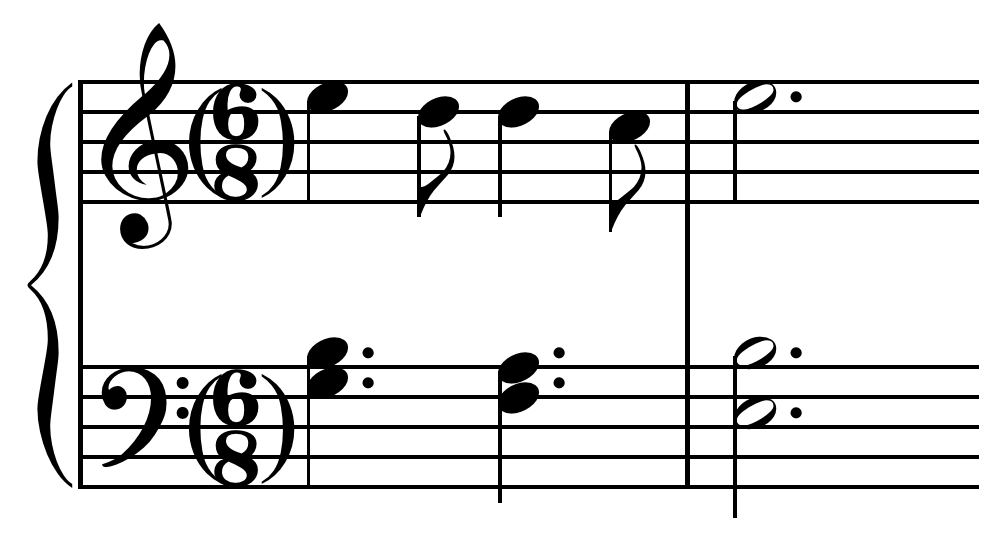
Cadència de Landini en Mi, caracteritzada per un moviment contrari a les veus exteriors i un patró melòdic característic a la veu superior.

Una cadència de Landini, és un tipus de cadència, una tècnica de composició musical, que porta el nom de Francesco Landini (1325-1397), un organista florentí, en honor a l'ús extens que feu d'aquesta cadència. La tècnica es va utilitzar àmpliament al segle xiv i principis del segle xv.
En una cadència medieval típica, un interval musical de sisena major s'amplia a una octava fent que cada nota es mogui cap a fora un pas. En la versió de Landini, una nota de pas a la veu alta redueix breument l'interval a una quinta justa abans de l'octava. També podria haver-hi una veu interior; en l'exemple la veu interior es mourà de Fa ♯ a Sol, en el mateix ritme que la veu més baixa.
Landini no va ser el primer a utilitzar la cadència (Gherardello da Firenze sembla ser el primer de les obres del qual han sobreviscut), i no va ser l'últim: la cadència encara estava en ús fins ben entrat el segle xv, apareixent especialment sovint a les cançons de Gilles Binchois i en la música de Juan de Urreda. Tanmateix, Landini sembla haver estat el primer de fer servir-lo de manera coherent. El terme va ser encunyat a finals del segle xix per l'escriptor alemany August Gottfried Ritter (1884) a Zur Geschichte des Orgelspiels («Sobre la història de l'orgue»).